# ایرج پزشک‌زاد
ایرج پزشک‌زاد (۸ بهمن ۱۳۰۵ – ۲۲ دی ۱۴۰۰) نویسنده و طنزپرداز ایرانی معاصر بود. او بیشتر به خاطر آفرینش رمان دایی‌جان ناپلئون و شخصیتی به همین نام شناخته می‌شود. در سال ۱۳۵۵ مجموعهٔ تلویزیونی دایی‌جان ناپلئون توسط ناصر تقوایی برگرفته از این رمان ساخته شد. کتاب دایی جان ناپلئون در سال ۱۹۹۶ میلادی توسط دیک دیویس به زبان انگلیسی ترجمه شده‌است.

## زندگی
پزشک‌زاد در سال ۱۳۰۵ در بهبهان زاده شد. پدرش حسن پزشک‌زاد یک پزشک و مادرش شاهزاده فکری ارشاد دختر مؤیدالممالک فکری ارشاد بود. معزدیوان فکری نیز دایی او بود. وی پس از تحصیل در ایران و فرانسه در رشتهٔ حقوق دانش‌آموخته شد و به مدت پنج سال در ایران به قضاوت در دادگستری مشغول بود. پس از آن به خدمت در وزارت امور خارجه ایران ادامه داد و آخرین سمتش مدیرکل روابط فرهنگی بود.

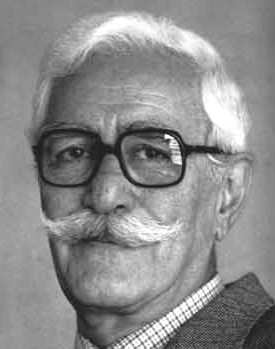
آذر ۱۳۸۷

وی کار نویسندگی را در اوایل دهه ۱۳۳۰ با نوشتن داستان‌های کوتاه برای مجله‌ها و برگردان نوشته‌های ولتر، مولیر و چند رمان تاریخی آغاز کرد. او هنگام کار در وزارت امور خارجه، نویسنده ستون طنز «آسمون ریسمون» در مجله فردوسی نیز بود.
پزشک‌زاد دربارهٔ خود می‌گوید:
از پدری پزشک و مادری معلم به دنیا اومدم. تحصیلات ابتدایی و متوسطه در تهران و تحصیلات عالیه رو در فرانسه در رشته حقوق گذراندم. بعد از فارغ‌التحصیلی به استخدام وزارت امور خارجه درآمدم و به عنوان دیپلمات تا انقلاب در اونجا کار کردم. بعد از انقلاب از کار اخراج شدم به طوری که حتی حقوق بازنشستگی هم شامل حالم نشد. بعد از اون به فرانسه برگشتم و به کار روزنامه‌نگاری و قلم زنی و نوشتن اراجیف مشغول شدم.
پس از انقلاب ۱۳۵۷ ایران به فرانسه رفت و عضو شورای نهضت مقاومت ملی ایران شد که با رهبری شاپور بختیار تشکیل شده بود و به مدت ده سال سردبیری  نشریه قیام ایران را برعهده داشت. وی برای نهضت چند کتاب نوشته که نمونه آن «مروری بر واقعه ۱۵ خرداد ۱۳۴۲» است.
وی در ۲۲ دی ۱۴۰۰ در سن ۹۴ سالگی در لس آنجلس درگذشت.

## جایزه‌ها
- پزشک‌زاد برنده جایزه بیتا در سال ۲۰۱۴ بوده‌است.[۱۳]

## تأثیرگذاری
برخی مجموعه تلویزیونی قهوه تلخ را کپی جذابی از کتاب ماشاءالله خان در بارگاه هارون‌الرشید نوشتهٔ ایرج پزشک‌زاد می‌دانند.

نوشته ایرج پزشک‌زاد در روزنامه کیهان، ۳ اسفند ۱۳۵۷

## آثار

### طنز
- حاج مم‌جعفر در پاریس (۱۳۳۳) (خاطرات)
- ماشاءالله خان در بارگاه هارون‌الرشید (۱۳۳۷) (رمان)
- بوبول (۱۳۳۸) (طنزیات اجتماعی)
- آسمون ریسمون[۱۵] (۱۳۴۲) (طنزیات ادبی)
- دایی‌جان ناپلئون (۱۳۴۹) (رمان)
- ادب مرد به ز دولت اوست تحریر شد (۱۳۵۲) (نمایش‌نامه)
- انترناسیونال بچه‌پرروها (۱۳۶۳) (طنزیات سیاسی)
- شهر فرنگ از همه رنگ (احتمالاً ۱۳۷۲)[۱۶] (طنزیات سیاسی و اجتماعی)
- خانوادهٔ نیک‌اختر (۱۳۸۰) (رمان)
- رستم‌صولتان (۱۳۸۴) (طنزیات اجتماعی)
- گلگشت خاطرات (۱۳۸۶) (طنزیات اجتماعی)
- پسر حاجی باباجان (۱۳۸۷) (نمایش‌نامه)
- به یاد یار و دیار (۱۳۹۱) (خاطرات)
- صندوق لعنت (۱۳۹۴) (نمایش‌نامه)
- بلیت خان‌عمو (نمایش‌نامه)[۱۷]

### تاریخی
- مروری در واقعهٔ ۱۵ خرداد ۱۳۴۲ و قانون مصونیت نظامیان آمریکایی[۱۸] (تاریخ)
- مروری در تاریخ انقلاب روسیه (۱۳۷۰) (تاریخ)
- مصدق بازمصلوب: چند مقالهٔ سیاسی (۱۳۷۲) (مقالات سیاسی)
- مروری در تاریخ انقلاب فرانسه (۱۳۸۱) (تاریخ)
- طنز فاخر سعدی (۱۳۸۱) (نقد و تفسیر)
- حافظ ناشنیده‌پند (۱۳۸۳) (سرگذشت‌نامه و رمان تاریخی)
- مروری در انقلاب مشروطیت ایران (۱۳۸۴) (تاریخ)
- ریشه‌های اختلاف چین و شوروی (رساله)[۱۷]

### ترجمه
- روزولت / سارا دلانو روزولت (۱۳۲۶)

همراه با عبدالرفیع حقیفت لس انجلس ۲۰۰۱

- پرونده:Pezeshkzad la 2001.jpgهمراه با عبدالرفیع حقیفت لس انجلس ۲۰۰۱ملک مقرب در جمع شیاطین / موریس دوکبرا (۱۳۳۱)
- دختر گرجی / موریس دوکبرا (۱۳۳۴)
- زندانی کازابلانکا / موریس دوکبرا (۱۳۳۵)
- دزیره / آن ماری سلینکو (۱۳۳۵)
- افسونگران دریا / آلفرد ماشار (۱۳۳۶)
- جمیله / هانری بوردو (۱۳۳۷)
- عدالت اجرا شده‌است / ژان مکر (۱۳۳۷)
- دو سرنوشت / ویلکی کالینز (۱۳۴۵)
- فردا گریه خواهم کرد / لیلیان راث (۱۳۴۵)
- ماروا / موریس دوکبرا (۱۳۶۲)
- شوایک سرباز پاکدل / یاروسلاو هاشک (۱۳۶۴)

### مقاله‌ها
- سوم اسفند ۱۳۵۷، یازده روز پس از پیروزی انقلاب ۵۷، ایرج پزشک‌زاد در کیهان مقاله‌ای به نام «آن‌ها که می‌خواهند غنائم خونین انقلاب را تقسیم کنند» نوشت. در این مقاله او به بازگویی روایت انقلاب فرانسه می‌پردازد و هشدار می‌دهد.